# Her Great Chance
Her Great Chance è un film muto del 1918 diretto da Charles Maigne.

## Trama
Lola Gray è innamorata di Charles Cox, il figlio di un milionario noto in tutta Broadway per le sue frequentazioni e la sua ricchezza. Una sera, durante una sontuosa festa, ubriaco, lui propone a Lola di sposarlo, ma la ragazza rifiuta. Charles, affranto, decide di annegarsi nella piscina dell'albergo e chiede agli amici di raggiungerlo. Lola viene a sapere da sua sorella Ida che il padre di Charles ha deciso di diseredarlo: la ragazza, allora, lo chiama immediatamente, accettando la proposta di matrimonio. Charles, abbacchiato per essere senza un soldo, è confortato da Lola che gli dichiara che lei preferisce un uomo di carattere a uno ricco. I due cominciano la loro vita insieme in una fattoria del Midwest.

## Produzione
Il film fu prodotto dalla Select Pictures Corporation, girato nello stato di New York, nelle Catskill Mountains. Il soggetto era tratto da Golden Fleece, un racconto di Fannie Hurst apparso nel luglio 1917 su Cosmopolitan Magazine.

## Distribuzione
La Select Pictures Corporation fece distribuire il film in sala nell'ottobre del 1918.